# Province de Géorgie

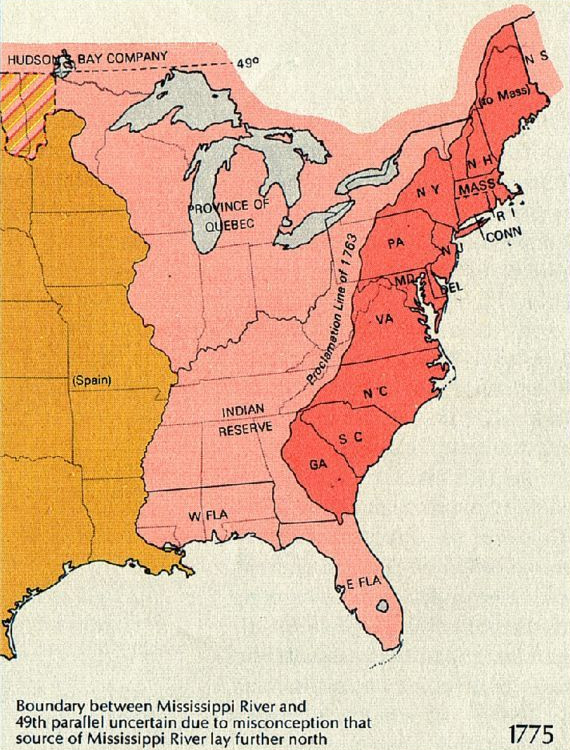
Les Treize colonies en 1775.

La province de Géorgie (aussi connue sous le nom de colonie de Géorgie) est l'une des colonies du sud de l'Amérique du Nord britannique. Elle est la dernière des Treize colonies établies par le royaume de Grande-Bretagne sur le territoire qui deviendra les États-Unis. La charte de la colonie est accordée à James Oglethorpe le 27 janvier 1732 par le Conseil privé ; elle est signée par le roi George II, à qui elle doit son nom, le 21 avril et reçoit par le Sceau Privé le 9 juin. 
En 1752, la colonie devient colonie de la Couronne. Après la Révolution américaine, elle devint l'État de Géorgie.

## Source
- Kenneth Coleman, Colonial Georgia : a history, New York : Scribner, 1976.  (ISBN 978-0-684-14556-3)